# 丁丁在美洲
是《丁丁歷險記》的第三部作品。作者是比利時漫畫家埃爾熱。丁丁在美洲於1931年9月3日開始在比利時報刊二十世紀小伙伴上連載。1932年集結成冊出版。1945年，進行彩色化，并精簡重編為62頁的標準格式。美國版於1973年出版。故事的舞台是在1930年代，黑幫與盜匪橫行的美國城市芝加哥。

## 故事簡介
從踏足芝加哥的第一刻開始，匪幫已經牢牢盯著丁丁，一心要除之而後快！一場接一場的正邪搏鬥旋即展開，丁丁不斷在鬼門關外徘徊：被綁架擄劫、被囚禁、被毒氣弄昏、被投進水去淹死、被嫁禍吊死、甚至被縛在鐵路軌上給火車碾過！見義勇為的丁丁與好拍擋米路如何逃過一次次的劫數？如何把匪幫頭子一個個地繩之於法？